# Кондратюк, Мария Яковлевна
Мария Яковлевна Кондратюк (род. 26 января 1942, село Новоивановка Хорольского района Полтавской области) — украинская советская деятельница, регулировщица радиоаппаратуры Львовского производственно-технического объединения «Электрон». Депутат Верховного Совета СССР 8-9-го созывов.

## Биография
Родилась в крестьянской семье.
С 1959 года — монтажница Львовского телевизионного завода. Окончила Львовское профессионально-техническое училище.
С 1966 года — регулировщица радиоаппаратуры Львовского телевизионного завода (затем — Львовского производственно-технического объединения «Электрон»). Ударница коммунистического труда. Заочно получила высшее образование.
Потом — на пенсии в городе Львове.

## Награды
- орден Ленина
- медали